# Moiséyu
Moiséyu /šajenski many flies ili flint people/, ime jedne skupine Indijanaca koja je činila posebnu bandu u kružnom kampu Šajena. Swanton ih klasificira kao jednu od bandi Šajena, dok ih Grinnell nema na svome popisu. Prema tradiciji Šajena oni su im bili susjedi u njihovom starom domu na sjeverozapadu Minnesote, s kojima zajedno oko 1700 godine migriraju na zapad prema Missouriju
Moiseyu su bili u dobrim i prijateljim odnosima sa Šajenima, a zbog napada Indijanaca koji su posjedovali puške zajedno su krenuli prema Missouriju gdje su zajedno lovili bizone u prerijama sjeverno od Missourija. Kako im je nedostajao stari dom mnogi su se vraćali natrag u Minnesotu, ali su s vremnenom posjećivali Šajene na prerijama. Posljednji takav posjet zbio se oko 1814. godine nakon čega je prestao kontakt sa šajenima. Oni koji suostali među Šajenima stvorii su malenu bandu Moiséyu. 
Nicholas J. Santorou u svom “Atlas of the Indian Tribes of North America and the Clash of Cultures” također kaže da su jedno od zasebnih indijanskih plemena iz porodice Siouan koje je prije nego što su se nastanili uz rijeku Missouri u Dakotama, živjeli u jezerskom području sjeverozapadne Minnesote.
Neki autori smatraju da su možda identični Monsonima.